# Dispnous
Els dispnous (Dyspnoi) són un subordre d'opilions que inclou unes 320 espècies pròpies de l'Hemisferi Nord, algunes de gran grandària.

## Taxonomia
- Superfamília Ischyropsalidoidea

- Família Ceratolasmatidae (4 gèneres, 11 espècies)
- Família Ischyropsalididae (1 gènere, 35 espècies)
- Família Sabaconidae (2 gèneres, 45 espècies)

- Superfamília Troguloidea

- FamíliaDicranolasmatidae (1 gènere, 17 espècies)
- Família † Eotrogulidae (fòssil: Carbonífer)
- Família Nemastomatidae (16 gèneres, 162 espècies)
- Família † Nemastomoididae (fòssil: Carbonífer)
- Família Nipponopsalididae (1 gènere, 2 espècies)
- Família Trogulidae (7 gèneres, 44 espècies)